# Essoyes
Essoyes est une commune française située dans le département de l'Aube, en région Grand Est.

## Géographie

### Localisation
Essoyes est un village de Champagne à 50 km au sud de Troyes. Il se blottit au bord d'un affluent de la Seine, l'Ource.
Ancien chef-lieu de canton, Essoyes est située au centre de la côte des Bar à la limite de la Champagne et de la Bourgogne.

### Hydrographie
La commune est dans la région hydrographique « la Seine de sa source au confluent de l'Oise (exclu) » au sein du bassin Seine-Normandie. Elle est drainée par l'Ource, le ru de Noë, un bras de l'Ource, le Fossé 01 du Bas Servigny, le Fossé 03 de la Lande, l'Ource et divers autres petits cours d'eau,.
L'Ource, d'une longueur de 100 km, prend sa source dans la commune de Poinson-lès-Grancey et se jette  dans la Seine à Bar-sur-Seine, après avoir traversé 25 communes.

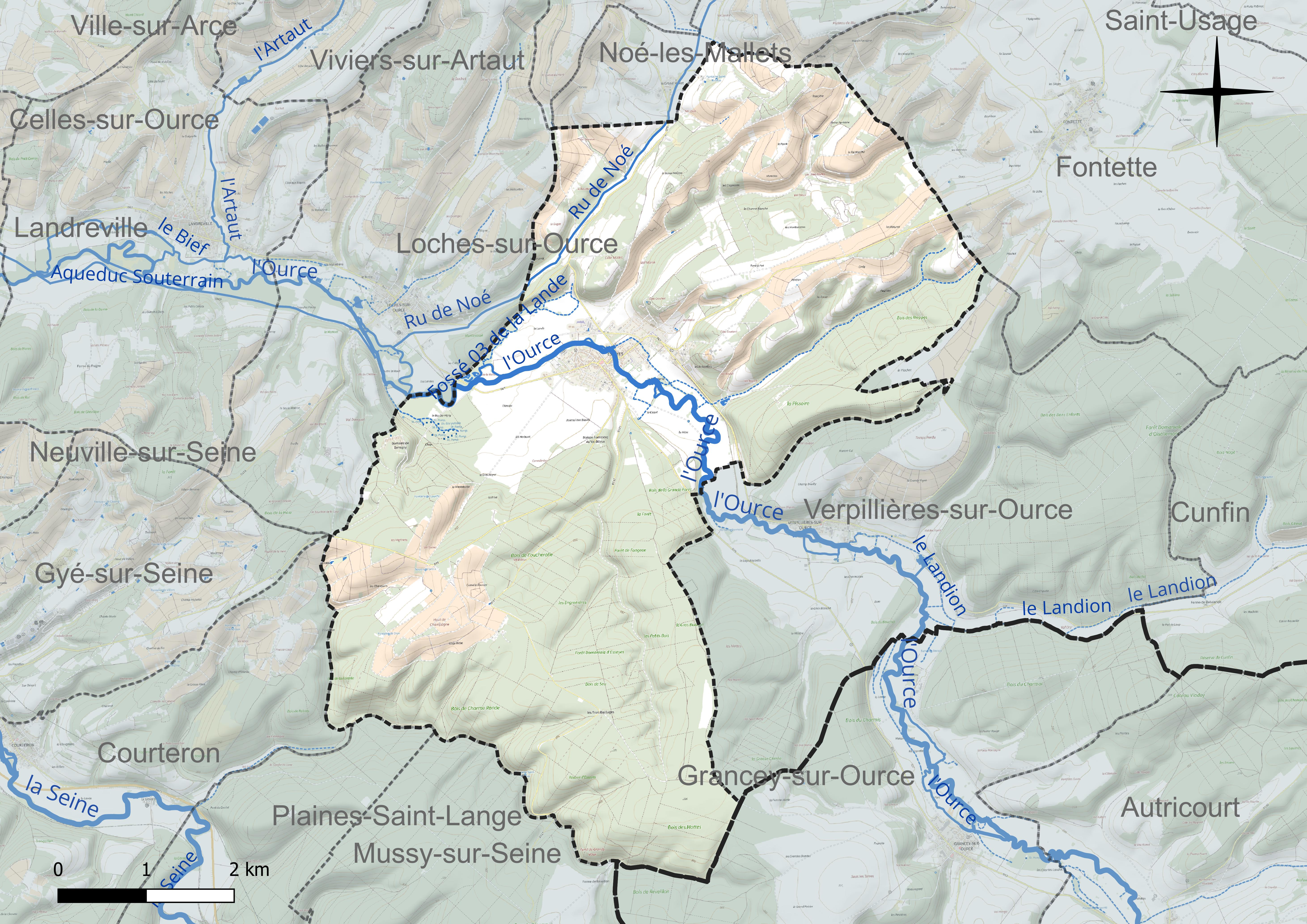
Réseau hydrographique d'Essoyes.

### Climat
Pour des articles plus généraux, voir Climat du Grand Est et Climat de l'Aube.
En 2010, le climat de la commune est de type climat des marges montargnardes, selon une étude du Centre national de la recherche scientifique s'appuyant sur une série de données couvrant la période 1971-2000. En 2020, Météo-France publie une typologie des climats de la France métropolitaine dans laquelle la commune est exposée à un climat océanique altéré et est dans la région climatique Lorraine, plateau de Langres, Morvan, caractérisée par un hiver rude (1,5 °C), des vents modérés et des brouillards fréquents en automne et hiver.
Pour la période 1971-2000, la température annuelle moyenne est de 10,4 °C, avec une amplitude thermique annuelle de 16,1 °C. Le cumul annuel moyen de précipitations est de 839 mm, avec 12,9 jours de précipitations en janvier et 8,3 jours en juillet. Pour la période 1991-2020, la température moyenne annuelle observée sur la station météorologique de Météo-France la plus proche, « Celles-sur-ource », sur la commune de Celles-sur-Ource à 10 km à vol d'oiseau, est de 11,4 °C et le cumul annuel moyen de précipitations est de 747,2 mm. 
La température maximale relevée sur cette station est de 40,6 °C, atteinte le 25 juillet 2019 ; la température minimale est de −15 °C, atteinte le 1er mars 2005,,.
Les paramètres climatiques de la commune ont été estimés pour le milieu du siècle (2041-2070) selon différents scénarios d'émission de gaz à effet de serre à partir des nouvelles projections climatiques de référence DRIAS-2020. Ils sont consultables sur un site dédié publié par Météo-France en novembre 2022.

## Urbanisme

### Typologie
Au 1er janvier 2024, Essoyes est catégorisée commune rurale à habitat dispersé, selon la nouvelle grille communale de densité à 7 niveaux définie par l'Insee en 2022.
Elle est située hors unité urbaine et hors attraction des villes,.

### Occupation des sols
L'occupation des sols de la commune, telle qu'elle ressort de la base de données européenne d’occupation biophysique des sols Corine Land Cover (CLC), est marquée par l'importance des forêts et milieux semi-naturels (58,8 % en 2018), une proportion sensiblement équivalente à celle de 1990 (59,5 %). La répartition détaillée en 2018 est la suivante : forêts (58 %), cultures permanentes (21,1 %), terres arables (14 %), zones urbanisées (2,4 %), zones agricoles hétérogènes (2,3 %), prairies (1,3 %), milieux à végétation arbustive et/ou herbacée (0,9 %). L'évolution de l’occupation des sols de la commune et de ses infrastructures peut être observée sur les différentes représentations cartographiques du territoire : la carte de Cassini (XVIIIe siècle), la carte d'état-major (1820-1866) et les cartes ou photos aériennes de l'IGN pour la période actuelle (1950 à aujourd'hui).

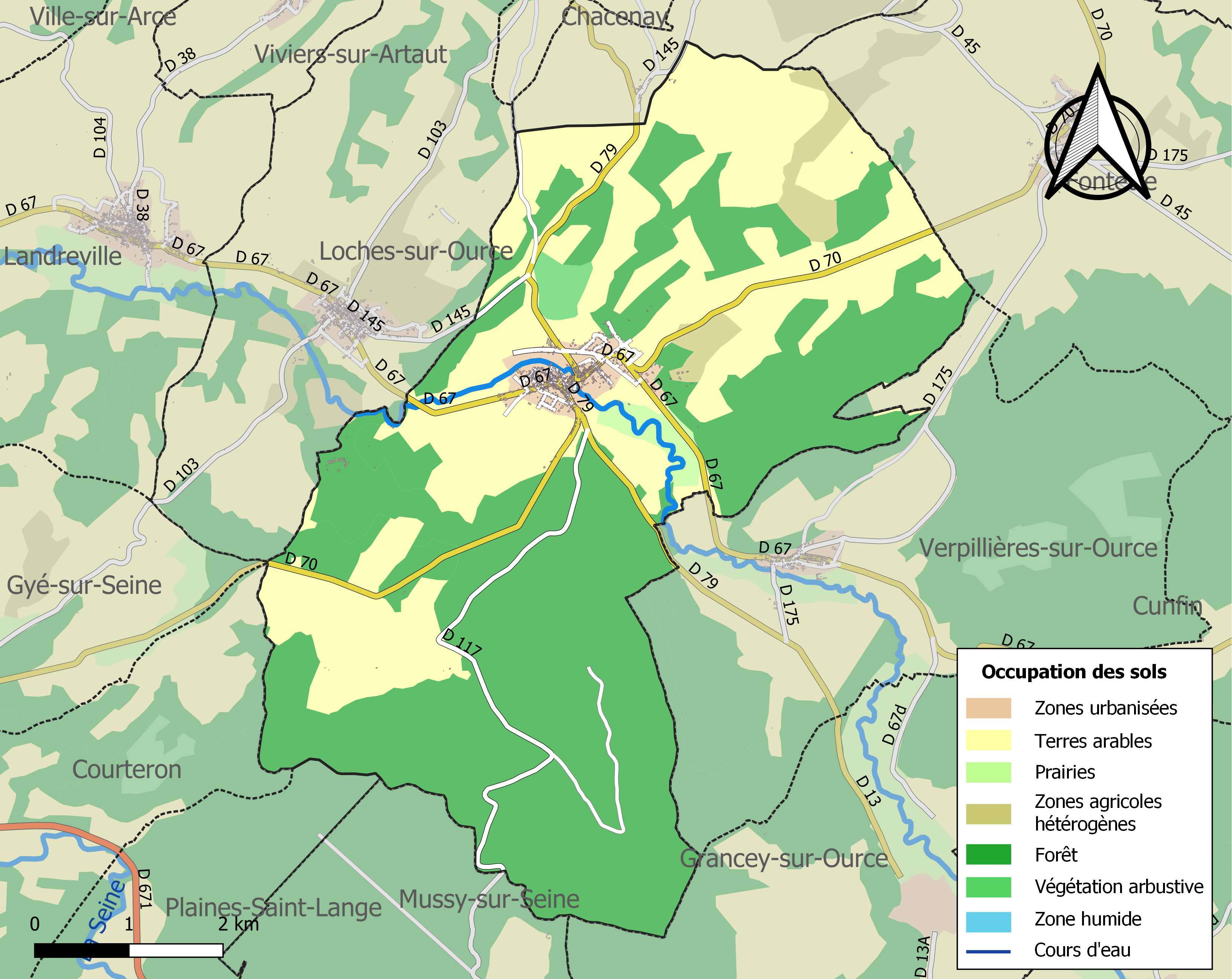
Carte des infrastructures et de l'occupation des sols de la commune en 2018 (CLC).

## Toponymie
Il semble que le nom du village signifie « Chez les oies ». Thème que l'on retrouve d'ailleurs dans le blason[réf. nécessaire].

## Histoire
L'abbé Petel, né à Essoyes, a retracé l'histoire du village dans deux volumes écrits en 1895.
Assis sur la rivière « Ource », Essoye (l'adjonction d’un « s » superflu mais « faisant plus riche » est récente) est habitée depuis l'époque celtique pour le moins. Au XIe siècle seulement, on trouve des traces écrites sur le village. L'abbaye de Molesme était solidement implantée à Essoyes. La seigneurie d’Essoyes, bien située entre Molesme et Clairvaux a été la propriété de la famille Sommièvre jusqu’à la Révolution.
Au centre du bourg se dressait l'ancienne église romane Saint-Rémi qui comptait parmi les édifices romans les plus remarquables de l'Aube. Elle fut détruite en 1855. Une souscription permit de la remplacer par l'église actuelle consacrée en 1865. On peut y remarquer des vitraux et l’orgue (classé monument historique), dons de la famille Hériot.
Plusieurs moulins étaient installés sur l'Ource. Au milieu du XVIIe siècle, la fabrication du papier constituait une activité relativement importante qui cessa à la fin du XVIIIe siècle.
Un incendie ravagea Essoyes le 12 mars 1763. Seules les quelques maisons construites en pierre furent épargnées. À cette époque, les constructions dans leur majorité, étaient faites de bois et de torchis et couvertes de chaume. Essoyes ne comporte qu'un seul écart : Servigny à 2 km du. Ancienne seigneurie et grosse propriété d'environ 60 hectares, Servigny devint la propriété de la ville de Troyes en 1894. (Troyes manquait d'eau et a alors capté les généreuses sources qui jaillissaient à cet endroit). Aujourd’hui encore, la ville de Troyes est alimentée en grande partie par ces captages. En 1941, Troyes installa une colonie de vacances à Servigny.
Sur le territoire de Servigny a été édifié au XIIe siècle une chapelle dédiée à saint Bernard. Elle est aujourd'hui classée monument historique. Bernard, fondateur de l'abbaye de Clairvaux, aimait s'y reposer et s’y ressourcer au cours de ses déplacements entre les abbayes de Molesme et de Clairvaux.
La Révolution française fit d'Essoyes un chef-lieu de canton du district de Bar-sur-Seine. De l'an VIII à 1926, la commune a fait partie de l’ancien arrondissement de Bar-sur-Seine. En 1926, le canton d'Essoyes a été réuni à l'arrondissement de Troyes.
L'ancien château, acheté et agrandi par Olympe Hériot à la fin du XIXe siècle, a été racheté par la commune en 1936. Dans la partie gauche a été installée l’école ; dans la partie droite la perception.
L'ancienne école Darras devenue établissement privé au début du XXe siècle sera transformée en presbytère dans les années 1920. Elle abrite depuis septembre 2001 la bibliothèque - médiathèque intercommunale et la Maison pour Tous (MPT).
Le peintre Auguste Renoir y a été enterré en 1919.

## Politique et administration

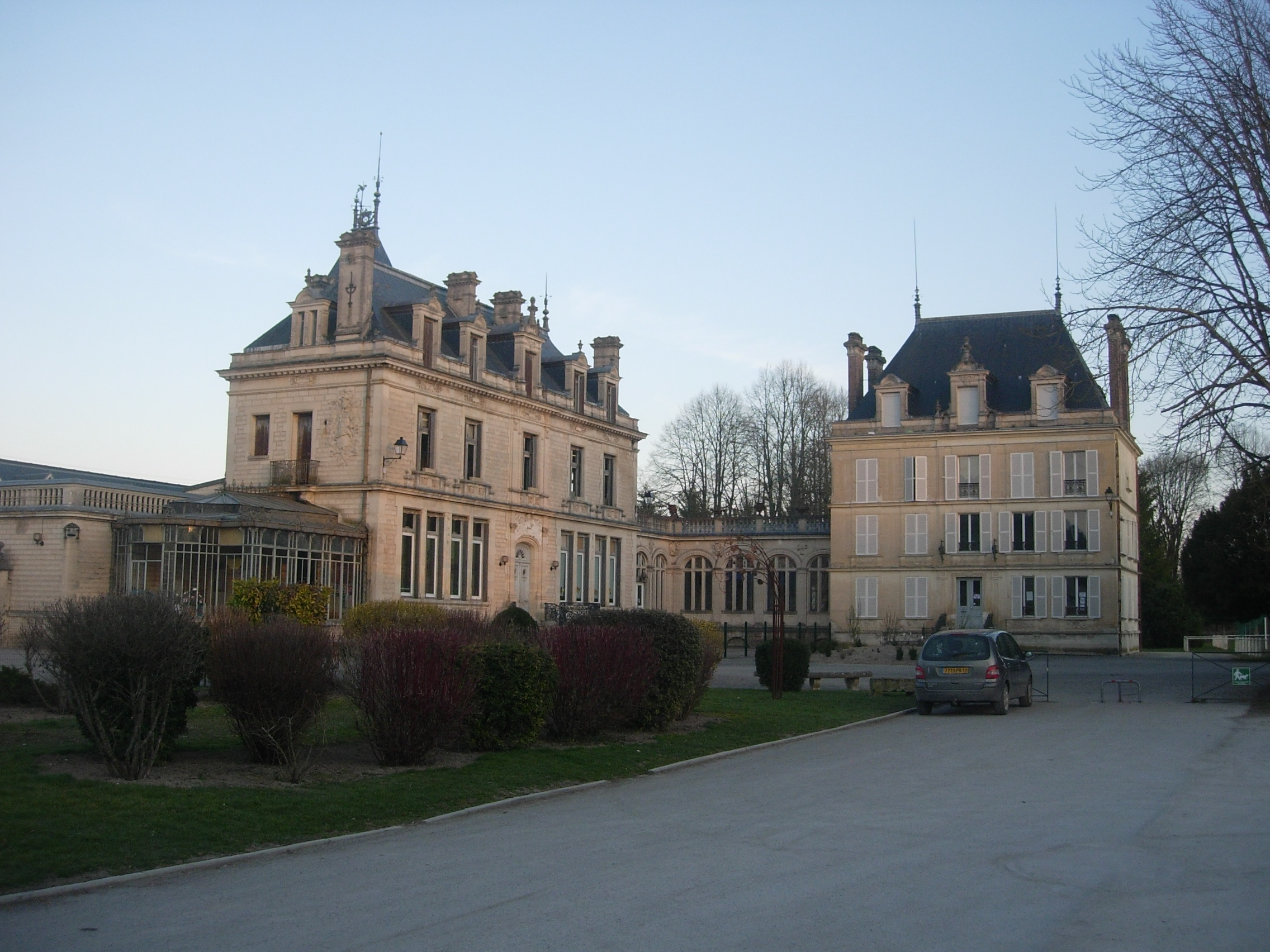
Château, ancienne propriété d'Olympe Hériot.

### Liste des maires
| Période                                  | Période   | Identité         | Étiquette | Qualité                                   |
| ---------------------------------------- | --------- | ---------------- | --------- | ----------------------------------------- |
| Les données manquantes sont à compléter. |           |                  |           |                                           |
| 1977                                     | mars 2001 | Yann Gaillard    | UMP       | Inspecteur général des finances, sénateur |
| mars 2001                                | mai 2020  | Alain Cintrat    | LR        | Retraité                                  |
| mai 2020                                 | En cours  | Thierry Mercuzot |           |                                           |

## Population et société

### Démographie
L'évolution du nombre d'habitants est connue à travers les recensements de la population effectués dans la commune depuis 1793. Pour les communes de moins de 10 000 habitants, une enquête de recensement portant sur toute la population est réalisée tous les cinq ans, les populations de référence des années intermédiaires étant quant à elles estimées par interpolation ou extrapolation. Pour la commune, le premier recensement exhaustif entrant dans le cadre du nouveau dispositif a été réalisé en 2007.

En 2022, la commune comptait 711 habitants, en évolution de −2,34 % par rapport à 2016 (Aube : +0,7 %, France hors Mayotte : +2,11 %).
| 1793  | 1800  | 1806  | 1821  | 1831  | 1836  | 1841  | 1846  | 1851  |
| ----- | ----- | ----- | ----- | ----- | ----- | ----- | ----- | ----- |
| 1 435 | 1 650 | 1 690 | 1 574 | 1 719 | 1 763 | 1 727 | 1 754 | 1 806 |

| 1856  | 1861  | 1866  | 1872  | 1876  | 1881  | 1886  | 1891  | 1896  |
| ----- | ----- | ----- | ----- | ----- | ----- | ----- | ----- | ----- |
| 1 635 | 1 761 | 1 693 | 1 596 | 1 533 | 1 514 | 1 564 | 1 575 | 1 498 |

| 1901  | 1906  | 1911  | 1921 | 1926 | 1931 | 1936 | 1946 | 1954 |
| ----- | ----- | ----- | ---- | ---- | ---- | ---- | ---- | ---- |
| 1 444 | 1 392 | 1 116 | 919  | 925  | 863  | 854  | 899  | 792  |

| 1962 | 1968 | 1975 | 1982 | 1990 | 1999 | 2006 | 2007 | 2012 |
| ---- | ---- | ---- | ---- | ---- | ---- | ---- | ---- | ---- |
| 820  | 741  | 720  | 679  | 685  | 650  | 681  | 685  | 745  |

| 2017 | 2022 | - | - | - | - | - | - | - |
| ---- | ---- | - | - | - | - | - | - | - |
| 715  | 711  | - | - | - | - | - | - | - |

## Économie
Essoyes fait partie du réseau des Petites Cités de Caractère.

## Culture locale et patrimoine

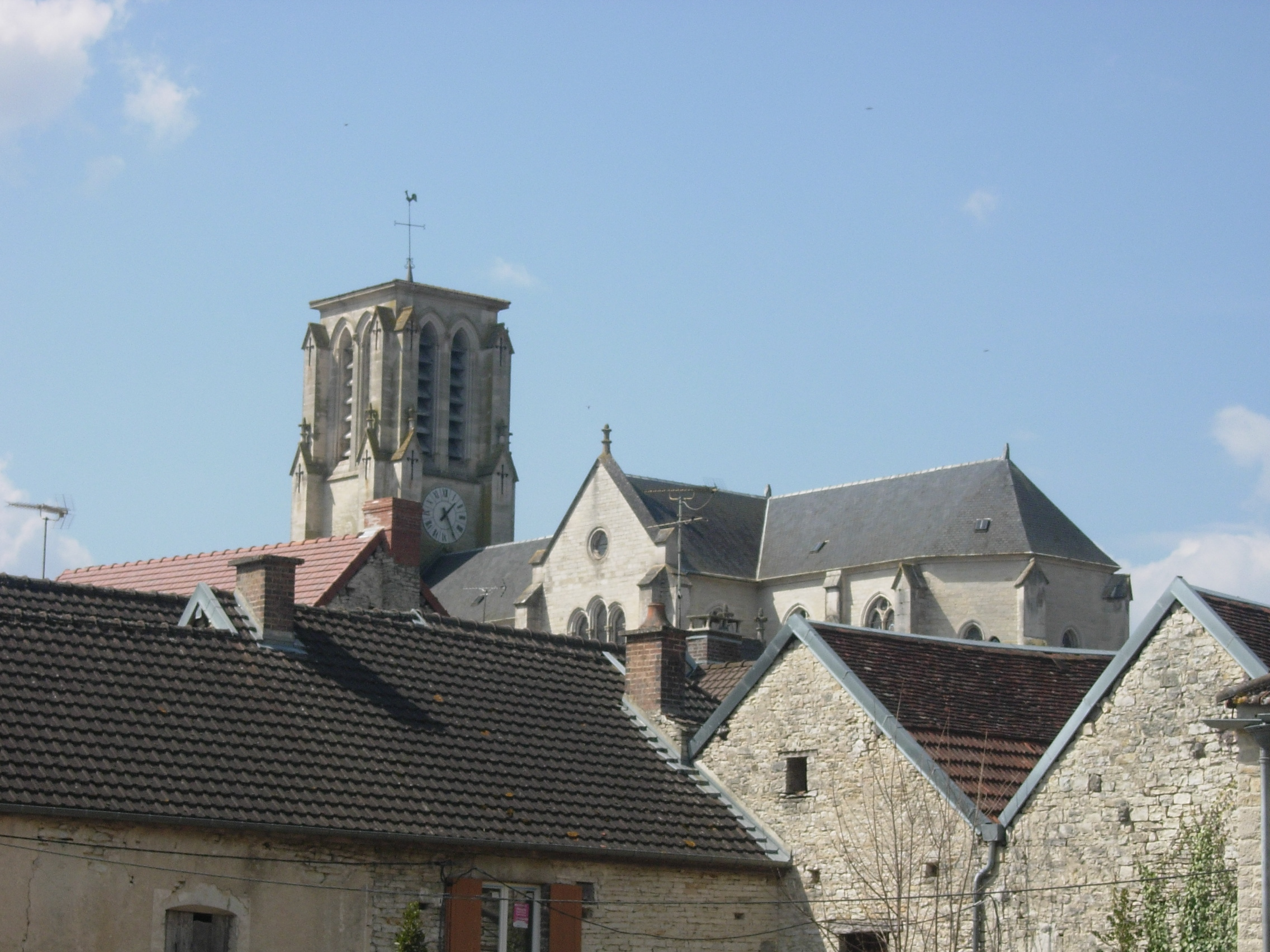
L'église Saint-Rémy.

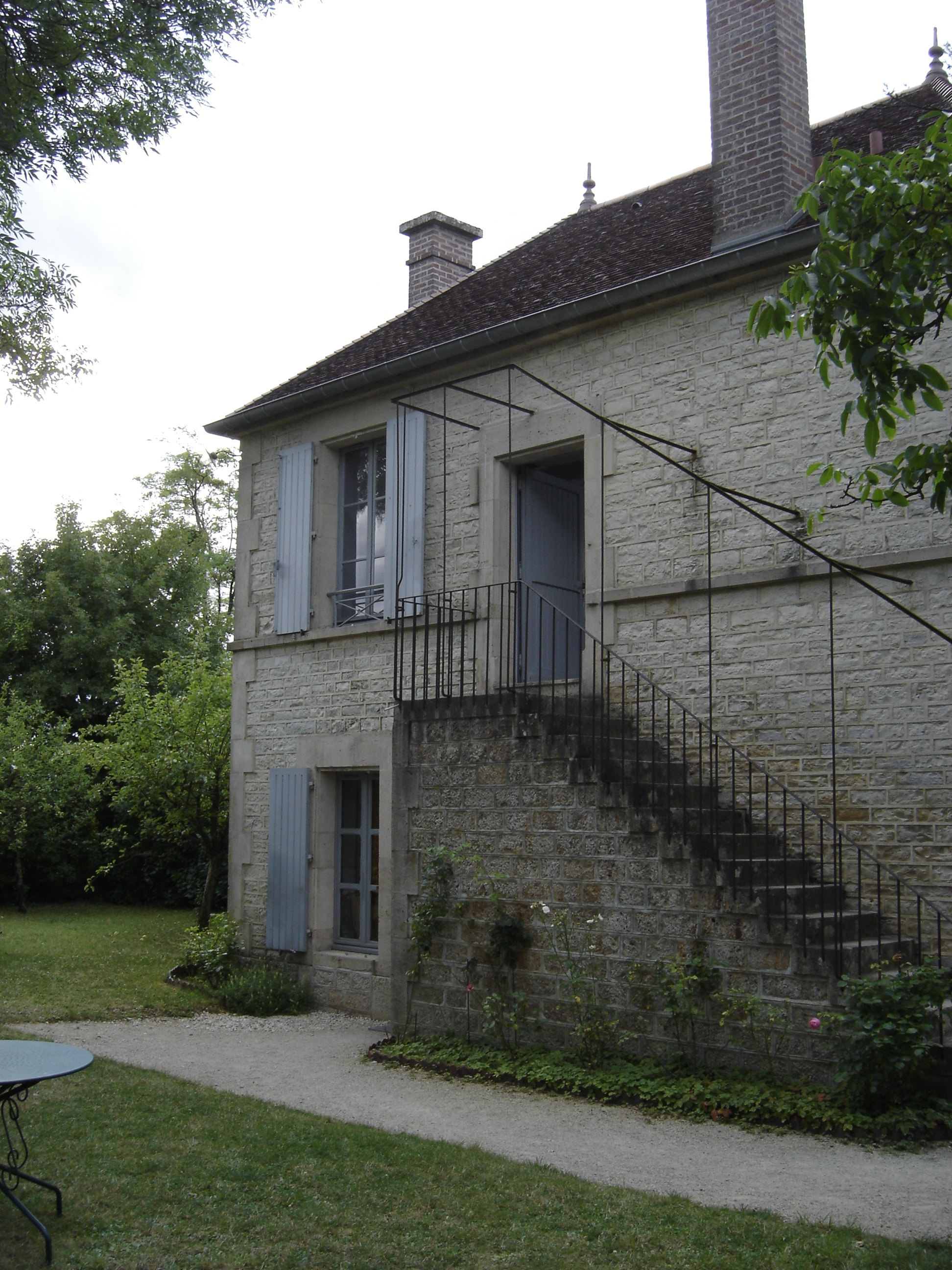
L'atelier de Renoir.

### Lieux et monuments
- L'église Saint-Rémi, reconstruite et consacrée en 1865.
- Le musée Maison de Renoir ouvert au public en 2017, L'atelier Renoir de Pierre-Auguste Renoir, construit en 1905 au fond du jardin de la maison familiale (rue de l'Extra).
- Au cimetière : tombeaux du peintre Pierre-Auguste Renoir, de son épouse Aline Charigot, et de leurs fils, le cinéaste Jean Renoir, l'acteur Pierre Renoir et le céramiste Claude Renoir. S'y trouve également la tombe d'Auguste Hériot.
- La chapelle Saint-Bernard de Servigny.

### Personnalités liées à la commune
- Alexandre Collin (1808-1890), ingénieur, est né dans la commune.
- Auguste Hériot (1826-1879), cofondateur des Grands Magasins du Louvre, est né dans la commune.
- Olympe Hériot (1833-1899), frère du précédent, directeur des Grands Magasins du Louvre et fondateur de l'orphelinat-école Hériot à La Boissière-École, dans les Yvelines, est né dans la commune.
- Alexandre-Hippolyte Charles (1845-1918), peintre français, est né dans la commune.
- Yann Gaillard, (1936-2022) sénateur, maire d'Essoyes de 1977 à 2001.
- Le peintre Auguste Renoir dont l'épouse Aline Charigot est née dans la commune, y possédait une maison et l'atelier Renoir. Beaucoup de ses œuvres représentent le village d'où étaient originaires son épouse Aline et sa gouvernante et modèle Gabrielle Renard.

### Héraldique
|  | Les armes de la ville se blasonnent ainsi : Tiercé en fasce : au 1er d'azur à l'oie d’argent becquée de gueules sur un mont de sinople, au 2e losangé d'or et de sable, au 3e d'or aux trois pals de sable. |